# Iglesia del Santo Sepulcro (Torres del Río)
La iglesia del Santo Sepulcro es un templo cristiano ubicado en el municipio de Torres del Río (Navarra). La planta octogonal se corona en el interior con una cúpula cruzada (crucería) que forma parte de una de las características arquitectónicas más singulares de este templo. La iglesia no es de gran tamaño, pero representa un claro ejemplo del románico navarro del siglo XII. Se encuentra ubicado al borde del Camino de Santiago. A medio camino en la carretera que une Estella con la ciudad de Logroño: la N-111. Fue declarado el templo Monumento Histórico-Artístico en el año 1931.

## Historia
La iglesia es de origen templario, construida entre 1160-1170. Las encomiendas templarias recurrían habitualmente a la planta circular en recuerdo de la iglesia del Santo Sepulcro (Jerusalén). Aunque no siempre era así, existiendo ejemplos de edificios templarios sin planta poligonal. Sobre el origen y finalidad de iglesias de planta central y sus orígenes hay un debate científico.
De las ménsulas del interior inician el empuje ocho arcos que se entrecruzan formando una estrella y dando lugar a un octógono central con un círculo de lacería inscritos en él. La bóveda de tipo hispano-mahometana ha dado lugar a diversos estudios monográficos que afirman influencia de las cúpulas que cubren el mhirab en la mezquita de Córdoba. Estas características arquitectónicas apuntan a posibles constructores de origen mudéjar. Dando lugar a uno de los ejemplos de lo que se denomina: románico mudéjar de fines del siglo XII y comienzos del XIII. 
La linterna es de ejecución posterior a la construcción del templo. Ya en 1914 el templo fue dado a conocer, por primera vez a la comunidad científica, y comienza a figurar en los estudios históricos gracias a una publicación del Boletín de la Comisión de Monumentos Históricos y Artísticos de Navarra. Los primeros estudios apuntan a su origen a la orden del Santo Sepulcro. Debido a la relevancia de estos estudios fue declarada Monumento Histórico-Artístico en el año 1931.  
La iglesia fue objeto de restauraciones arquitectónicas realizadas en varias etapas, la primera entre los años 1960 y 1964, y en 1993 con motivo del Año Santo Jacobeo.